# Memorii (Mircea Eliade)
Memorii este un roman scris de Mircea Eliade, în două capitole ce reflectă viața autorului (autobiografie).

## Rezumat
Capitolul Tentațiile unui tânăr miop . 
În acest capitol se descrie viața de adolescent a naratorul (subînțeles a fi Mircea Eliade). În capitolul dat se accentuează adevărata fragilitate a dragostei "trecătoare" ce persistă în perioada de maturizare fizică și morală. Se povestește despre iubirea nedestăinuită, care se dovedește mai apoi a fi fățarnică, a personajului principal Mircea. Având o tentație pentru colega din clasa paralelă, Matilda, el a încercat de mai multe ori să intre în contact cu ea, purtând o discuție. A avut nevoie de mult curaj, însă într-un final a reușit să devină mai apropiați, devenind cu timpul prieteni foarte buni. Totuși prietenia lor dintre ,,fată și băiat,, s-a rupt, devenind o relație amoroasă.  O bună parte din capitol se povestește cum Mircea o fascina pe Matilda, și cum îi facea cadouri nesemnificative, dar importante sufletește. Spre exemplu, un caiet cu versuri dedicate ei, acesta fiind o relicvă a viitoarei lor relații lor ce continua în capitolul următor. într-un final, adolescentul nu mai rezistă frumuseții Matildei, și invitând-o la el acasă, când părinții au plecat la pretura județeană pentru acte de emigrare, au decis ambii, sub flacăra unui lumânări, să-și piardă ,,rămășițele copilăriei,, , trecând astfel în lumea matură.